# 堕落駄ゞ
堕落 駄ゞ（おちおち だだ）は、日本のバーチャルYouTuber。
バーチャルライブ配信プラットフォーム「REALITY」にて活動しており、SORAが展開するグループ「SORA+」に所属している。

## 活動
2025年3月17日に初配信を行い、本格的に活動を開始した。同年にはREALITY内で開催された複数のイベントに参加し、上位入賞または入賞を果たしている。特に「デビューイベント新宿ビジョン出演」では新宿の大型ビジョン出演権を獲得した。
『Vtuberスタイル』2025年8・9月合併号にて掲載予定である。。
また、視聴者との交流を重視した配信活動を行い、独自のキャラクター性とビジュアルを特徴としている。

## 人物・特徴
芸名の「駄ゞ」は、ひらがな用の繰り返し記号（踊り字、Unicode U+309E）を使用しており、カタカナ用の「ヾ」（U+30FE）とは異なる。
特徴的なビジュアルとして、生気のない目、複数のピアス、八重歯、額のタトゥーなどを挙げている。また、シャンパンやチーズを好む一方で、小豆や煮豆などの甘味系や火の通った人参、生クリームを苦手としている。

## 経歴
2025年3月17日に初配信。同年6月にはREALITY内イベント「デビューイベント」において新宿ビジョン出演権を獲得した。

## 活動
2025年の主な活動実績は以下の通りである。
- 3月17日 - オリジナルバッジイベント D2～E：4位（1,925,850pt）
- 4月2日 - ワンデイ：総合2位・グループ1位（1,805,940pt）
- 4月14日 - デビューグランプリ：1位（4,121,010pt）
- 4月15日 - 初A帯進出
- 4月19日 - フォロワー500人を達成
- 4月29日 - 肉肉祭！：3位（1,929,130pt）
- 5月12日 - モチーフフィーバー「Teddy Bear」：3位（1,273,870pt）
- 6月9日 - デビューイベント・新宿ビジョン出演：2位（14,229,970pt）
- 6月15日 - 初のミリオン達成
- 6月16日 - ルーキーグランプリ：3位（1,196,910pt）
- 6月28日 - 月末ドリームラン！100万達成（1,061,560pt）
- 6月30日 - 2000万DL記念！東京ポスター！アイコン掲載（2,046,610pt）
- 7月1日 - 6月度 デビュータワー （17,192,690pt）
- 7月30日 - 真夏のガチャチケチャンス 完凸達成（270,000pt）
- 7月28日 - 8月で周年を迎えるあなた！池袋周年ポスター掲載 アイコン掲載（1,340,810pt)

## 獲得壁紙
2025年にREALITY内イベントを通じて複数の限定壁紙を獲得している。
- 3月24日 - さくら：A達成
- 3月31日 - レトロ：B達成
- 4月7日 - プラネタリウム：小さなねこさん達成
- 4月21日 - 藤の花：専用タワー達成
- 4月28日 - トランプルーム：完凸達成
- 5月5日 - 中華飯店：パンダさん達成
- 5月12日 - 魔法教室：専用タワー達成
- 5月19日 - アラビアン：B達成
- 5月26日 - ジューンブライド：小さなくまさん達成
- 6月2日 - 雨と紫陽花：B達成
- 6月23日 - 猫カフェ　専用タワー達成
- 6月30日 - 七夕　専用タワー達成
- 7月7日 - アイスクリームパラダイス:B達成
- 7月14日 - ナイトクラブ　完凸達成
- 7月21日 - 深海クリスタル:C達成
- 7月28日 - 夏祭り:B達成